# 青島次郎
青嶋 次郎（あおしま じろう、1897年（明治30年） - 1949年（昭和24年））は、日本の飛行家・実業家。青島文化教材社の創業者。

## 来歴
静岡県静岡市葵区両替町生まれ。
静岡尋常高等小学校（現・静岡市立葵小学校）卒業後、近くの建具店に奉公に出るが、1915年（大正4年）に家出同然で上京。
その後、伊藤音次郎を頼り、1917年に（大正6年）に工員として伊藤飛行機研究所に入る。1919年（大正8 年）には飛行機の操縦訓練を受けるようになり、1921年（大正10年）に、勤め先で知り合った女性と結婚。1923年（大正12年）に三等飛行機操縦士免状を交付され、退社。

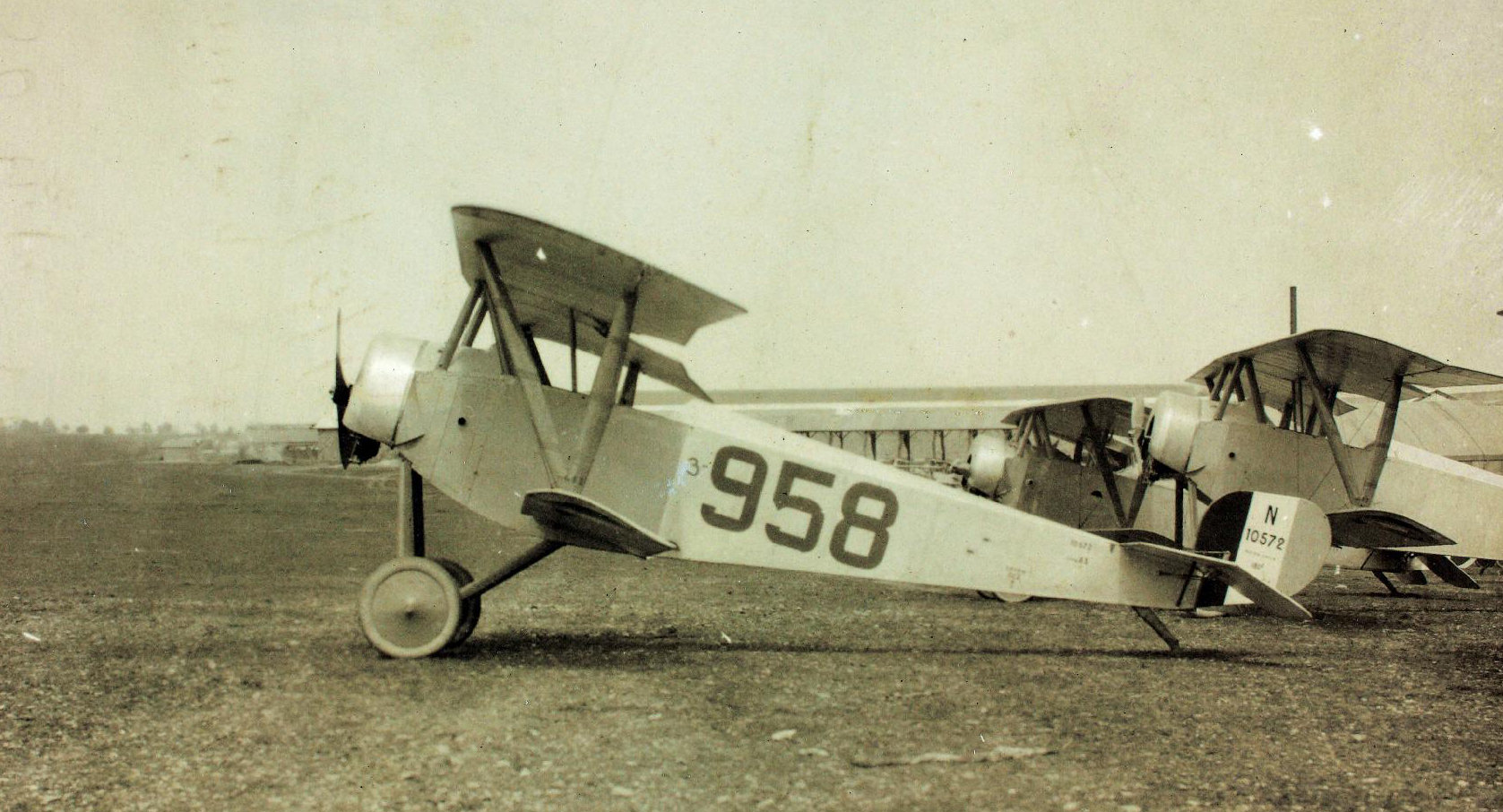
ニューポール83型機

翌1924年（大正13年）、安東練兵場の隣地に青島文化教材社の前身となる青島飛行機研究所を設立し、資金を集めてニューポール83型機「静岡号」で郷土訪問飛行を果たした。しかし、直後に不時着事故を起こして「静岡号」を大破させ、その後アブロ式練習機を後援会から与えられたが、事業そのものは不採算で、1926年（ 昭和元年）をもって飛行家としての活動を終える。
以後ハイヤー業や自転車屋等の商売を手がけたが、1932年（昭和7年）に、木工が盛んだった静岡の地場産業の技術を生かして木製の動力付き模型飛行機を発売。ゴム動力で飛行する「ライトプレーン」が、学校の指定教材となる。現在の青島文化教材社の事業は、この模型小売店「青島模型飛行機」に遡る。
1940年（昭和15年）に県の指導を受け静岡県模型航空機工業組合が作られ、初代理事長に就任。同年全日本模型工業連合会理事、翌年静岡県小売商組合理事長、理工教材組合理事等を歴任した。
1949年（昭和24年）に静岡県模型倶楽部会長に推されるも、夜の懇親会の席上で急逝した。